# Mehran Mousavi
Mohsen Mosalman (tiếng Ba Tư: محسن مسلمان, sinh ngày 27 tháng 1 năm 1991) là một cầu thủ bóng đá người Iran hiện tại thi đấu cho Persepolis ở Persian Gulf Pro League. Anh cũng là thành viên của Đội tuyển bóng đá quốc gia Iran và đội trưởng của Đội tuyển bóng đá U-23 quốc gia Iran. Anh đang giữ kỷ lục là cầu thủ ghi bàn trẻ nhất ở Iran Pro League.